# Natsumi Mukai
Natsumi Mukai (japanisch 迎 夏生 Mukai Natsumi) ist eine japanische Mangaka. Ihr Frühwerk umfasst Serien mit Fantasy-Abenteuern. Seit 2011 arbeitet sie als Zeichnerin an Biografien.

## Werdegang und Werk
Ihr Debüt als professionelle Manga-Zeichnerin hatte Mukai 1989 mit der kurzen Fantasy- und Abenteuer-Serie Furō Chōju no Mizu. Es folgten weitere Serien dieser Genres in insbesondere an männliche Jugendliche (Shōnen) gerichtete Magazine. Besonders erfolgreich waren Fortune Quest von 1992 bis 1999, das auch als Anime verfilmt wurde, sowie +Anima, das zehn Bände erreichte und in mehrere Sprachen übersetzt wurde, darunter auch ins Deutsche. Mukais letzte Fantasy-Geschichte war 2008 Kiseitchu!. Seit 2011 trägt sie als Zeichnerin zur Reihe von Biografien berühmter Persönlichkeiten beim Verlag Poplar-sha bei. Ihre Bücher zu Beethoven (2011) und zu Cleopatra (2013) erschienen 2025 bei Ullman auf Deutsch.

## Bibliografie (Auswahl)
- Furō Chōju no Mizu (不老長寿の水, 1989, 1 Band)
- Rune Worth – Hoshi no Yūsha (ルーンワース 星の勇者, 1990–1991, 2 Bände)
- Takkyū Lipton – Mukai Natsumi Sakuhinshū (宅急リプトン 迎夏生作品集, 1991, 1 Band)
- Fortune Quest (1992–1999, 2 Bände)
- Saboten Road  (サボテンロード, 1992–1993, 2 Bände)
- Wandal Wandering!  (1993–1995, 4 Bände)
- Itadaki Shunpei!! (いただきっ春平！！, 1996, 10 Bände)
- Wandal Wandering! Gaiden  (1998, 1 Band)
- +Anima (2001–2005, 10 Bände)
- Nui! (2006–2007, 3 Bände)
- Kyokutō Heigen – Mukai Natsumi Sakuhinshū (極東平原 迎夏生作品集, 2007, 1 Band)
- Kiseitchu! (キセイっちゅ！, 2008, Kurzgeschichte)
- Beethoven (2011, 1 Band)
- Elizabeth I (2012, 1 Band)
- Cleopatra (2013, 1 Band)
- Clara Schumann (2014, 1 Band)
- Louis Braille (2015, 1 Band)
- Maya Plisetskaya (2015, 1 Band)
- Catherine II (2016, 1 Band)
- Lincoln (2017, 1 Band)
- Maria Theresia (2018, 1 Band)